# Предраг Манойлович (ватерполіст)
Предраг Манойлович (20 вересня 1951 — 14 вересня 2014) — югославський ватерполіст.
Срібний призер Олімпійських Ігор 1980 року, учасник 1976 року.
Бронзовий призер Чемпіонату світу з водних видів спорту 1973, 1978 років.
Срібний призер Чемпіонату Європи з водного поло 1977 року, бронзовий призер 1974 року.
Переможець Середземноморських ігор 1975 року, срібний призер 1979 року.